# Franco-brasiliani
Un franco-brasiliano è un cittadino brasiliano di origini francesi. La cifra di brasiliani di origine francese viene stimata dal mezzo milione al milione. La maggior parte di essi arrivò alla fine dell'Ottocento. L'emigrazione francese in Brasile si concentrò nello stato del Paraná.

## Franco-brasiliani celebri
- Nelson Piquet
- Flavel & Neto